# Salvador Costa i Pineda
Salvador Costa i Pineda (Terrassa, 7 de novembre de 1930 - 6 de novembre de 2006), fou un compositor, pintor i jugador professional de billar.
Va ésser un ciutadà popular en la vida cultural terrassenca, i es va involucrar en activitats diverses a més de la seva vocació com a compositor de sardanes (una de les seves composicions més conegudes és la dedicada a la Fundació Vicenç Ferrer, que li serveix de cançó oficial), com ara pintor i jugador de billar. En aquesta darrera faceta estigué sempre vinculat al Casino del Comerç de Terrassa (des del 1960 al 1995) i participà en diversos campionats. Casat amb Teresa Pedrol i Capilla, van tenir dos fills: Miquel i Montserrat.

## Obres
- Cançó oficial de la Fundació Vicenç Ferrer

### Sardanes (selecció)
- L'alegria d'en Marc (1987)
- Barcarola, lletra de Manuel Valls i Costa
- La Font Vella de Terrassa (1955)
- Lloança a Vicenç Ferrer (2000)
- Marta i Cristina (1985)
- Osor (1984), lletra de Conxita Vila i Corominas
- Romança a la Mercè (1957), lletra de Manuel Valls i Costa
- Terrassa (1998)